# Apeldoorn West
Apeldoorn West is een wijk in de stad Apeldoorn. De grens van de wijk wordt gevormd door de spoorlijn Amersfoort-Apeldoorn in het zuiden, de binnenstad in het oosten en de Soerenseweg, Koning Lodewijklaan en Amersfoortseweg in het noordoosten. In het westen loopt de wijk over in de bossen van de Veluwe.
Apeldoorn West bestaat uit Orden, Berg en Bos en de Sprengen. Het is opgesplitst in 7 buurten. Apeldoorn West valt onder het stadsdeel Apeldoorn Noordwest.

## Orden
Orden bestaat uit de buurten Orden, Driehuizen en Brinkhorst.

## Berg en Bos
Berg en Bos is een bosrijke villawijk gelegen in het westen van de wijk. Het omvat ook Park Berg en Bos.

## De Sprengen
De Sprengen bestaat uit de buurten Sprengenweg-Noord en Sprengenbos.